# Xã Garden Plain, Quận Whiteside, Illinois
Xã Garden Plain (tiếng Anh: Garden Plain Township) là một xã thuộc quận Whiteside, tiểu bang Illinois, Hoa Kỳ. Năm 2010, dân số của xã này là 1.072 người.